# Kim giao
Kim giao hay còn gọi kim giao núi đá (danh pháp khoa học Nageia fleuryi) là một loài thực vật trong họ Podocarpaceae. Một vài phân loại khoa học khác trước đây xếp Kim giao vào các chi Podocarpus, Decussocarmus. Đến năm 1987 thì người ta bắt đầu xếp loài này ở chi Nageia.

## Hình dạng
Cây gỗ nhỡ cao từ 15-25m. Thân thường thẳng và tán cây hình tháp. Các cành nhánh của cây thường mọc ngang và rủ xuống. Vỏ thân cây màu nâu xám và thường bong mảng. Lá cây thường có hình bầu dục hoặc mũi mác, đầu lá hình nhọn, đuôi lá hình nêm. Hệ gân lá thuộc dạng đa gân, đặc trưng của thực vật chi Nageia. Bề mặt phiến lá thường trơn bóng như chất liệu da. Lá đính đơn và đối xứng nhau qua cành. Nón đực thường đính thành chùm 3-4, nón cái thường mọc đơn lẻ. Quả hình trụ đường kính từ 1,5 - 2,5 cm.

## Phân bổ
Loài ưa phát triển trên đất đá vôi có độ dày tầng đất lớn, thoát nước tốt. Ngoại trừ trường hợp đặc biệt về quần hợp đơn loài ở Vườn quốc gia Cát Bà của Việt Nam thì Kim giao là loài thường phân bố hỗn giao với các loài Sến, Táu và Dẻ ở các khu rừng mưa nhiệt đới và á nhiệt đới thường xanh, có độ cao từ 200 - 1000m.
Kim giao được tìm thấy ở miền nam Trung Quốc (Quảng Đông, Quảng Tây, Vân Nam), Lào, Campuchia, Việt Nam (hầu hết các tỉnh miền núi có địa chất đá vôi).

## Sử dụng
Gỗ của Kim giao có màu trắng sáng rất đẹp và bền (khác xa với gỗ của các loài thuộc chi Podocarpus hiện nay có màu vàng hơn) thường được dùng đóng đồ nội thất. Người Á Đông có cả những kinh nghiệm truyền thống về việc dùng gỗ Kim giao để thử độc thực phẩm. Lá Kim giao cũng được Đông y sử dụng như là một phương thuốc chữa ho. Tán và lá cây đẹp nên cây cũng được dùng nhiều cho kiến trúc cảnh quan, trồng ven đường, các công trình tôn giáo như đình chùa, nhà thờ, các công trình mang lối kiến trúc cổ Đông Á.

## Bảo tồn
Vì những sử dụng của gỗ Kim giao mà loài này đang bị đe dọa, nhất là tại Việt Nam. Theo Viện điều tra quy hoạch rừng Việt Nam (1996) thì loài này hiện đang được bảo vệ nghiêm ngặt tại các khu rừng đặc dụng của Việt Nam.